# اورونیک اسید

The β-D form of glucuronic acid (after oxidization).

گلوکز (before oxidization. Note difference at "6".)

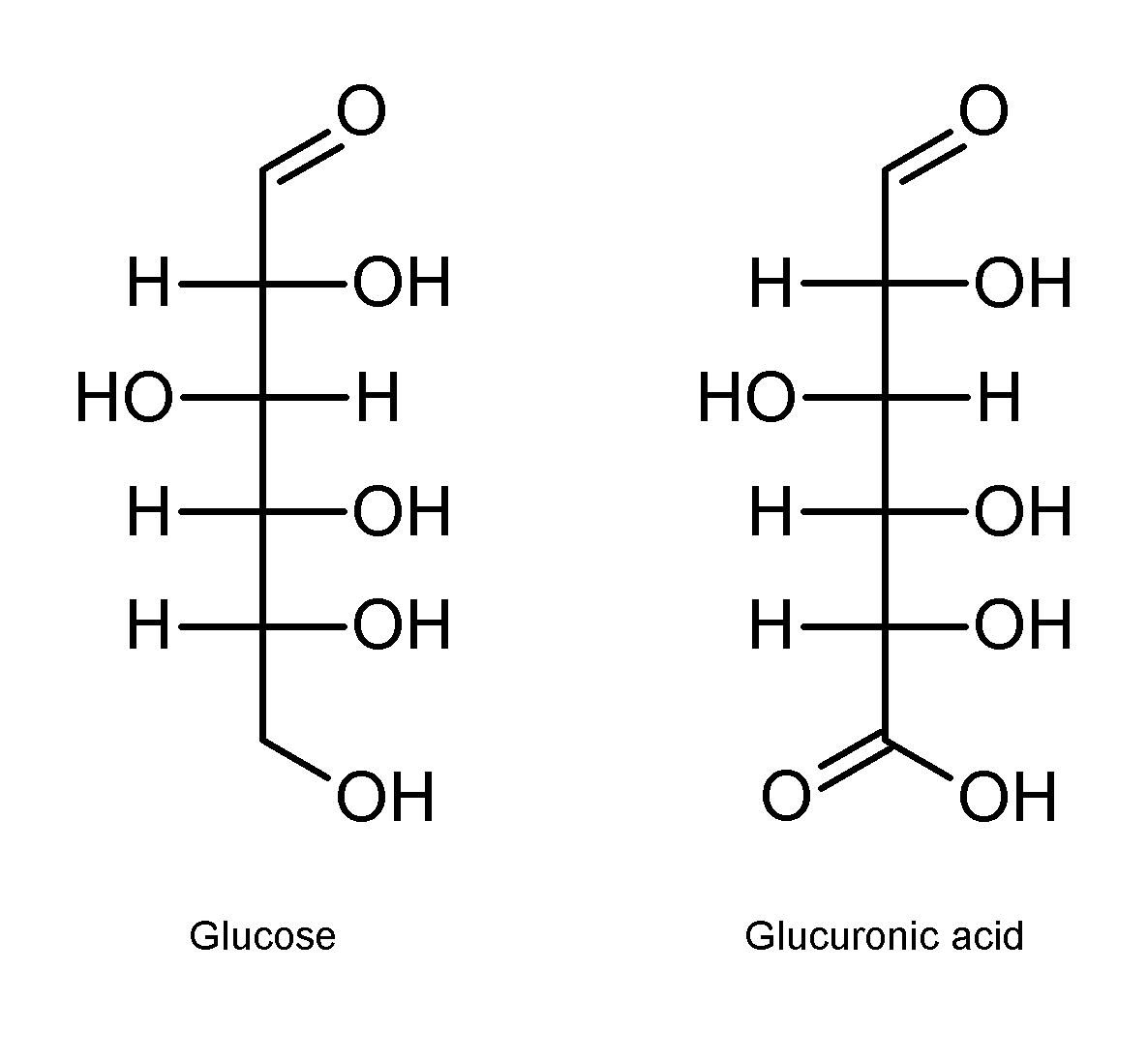
The Fischer projections of گلوکز and اسید گلوکورونیک. Glucose's terminal carbon's primary alcohol group has been oxidized to a carboxylic acid.

اورونیک اسید (انگلیسی: Uronic acid) یک گروه از اسیدهای قندی با دو گروه عاملی کربوکسیلیک اسید و کربونیل هستند. به بیان دیگر اورونیک اسیدها گروهی از اسیدهای قندی هستند که در آنها گروه عاملی الکلی انتهایی یک آلدوز یا کتوز اکسید شده‌است.

اورونیک اسید